# Muziekberg
Le Muziekberg est un mont de 148 mètres d'altitude situé dans les Ardennes flamandes, au sud du village de Louise-Marie dans la province belge de Flandre-Orientale. Largement boisé au sein du Muziekbos (nl) et du Sint-Pietersbos (nl), ce mont se trouve sur une crête qui s'étend du Kluisberg à l'ouest au Pottelberg à l'est. La côte du même nom se trouve sur le versant nord ; son versant sud-est est emprunté par le Kanarieberg et son versant sud par le Fortuinberg.

## Histoire

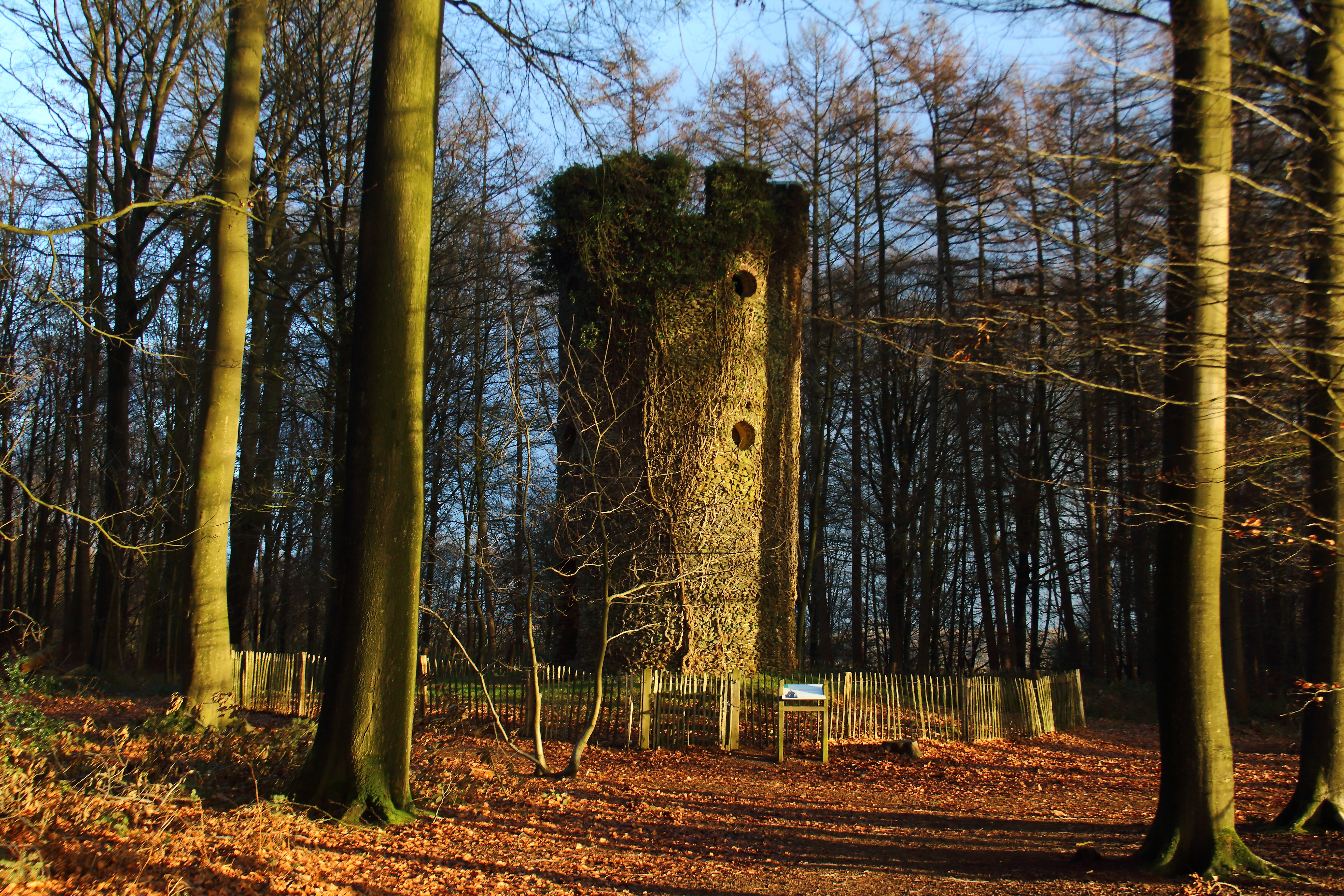
La Geuzentoren.

Le Muziekberg fait partie des buttes-témoins qui se sont constituées sous forme de dunes il y a cinq millions d'années. Celles-ci s'étendent du sud de la Flandre-Occidentale au Hageland.
Le gouvernement flamand veut transformer toute la zone en une réserve naturelle continue et boisée. Au sommet se trouve la Geuzentoren (nl).
Sur le mont, où se trouve également un tumulus, des découvertes ont été faites pour la période 10500 - 8000 avant J.-C., à savoir des débris et des fragments de lames. En outre, des pièces romaines ont été trouvées en 1836. Sur le flanc sud se trouve la Kapel Lorette (nl).

## Cyclisme
Le Muziekberg peut être gravi à vélo par trois côtes. 
En cyclisme, la pente a été incluse une fois (1956) dans le Tour des Flandres. Cette année-là, Karel Van Wijnendaele s'est écarté du parcours traditionnel du Tour et a cherché des routes secondaires plus petites, de sorte que des côtes comme le Statieberg (nl), l'Eikenberg et le Kattenberg (nl) ont été introduites, ceci afin de rendre la course plus passionnante. Le Muziekberg ne figure pas officiellement dans le livre des courses. Il était situé entre le Statieberg et l'Eikenberg. À l'époque, c'était une route pavée, maintenant c'est une route asphaltée.
La pente a été incluse dans l'Omloop Het Volk à deux reprises (2002, 2003).

## Randonnée
Il est traversé par le Sentier de grande randonnée 122 et le Streek-GR Vlaamse Ardennen

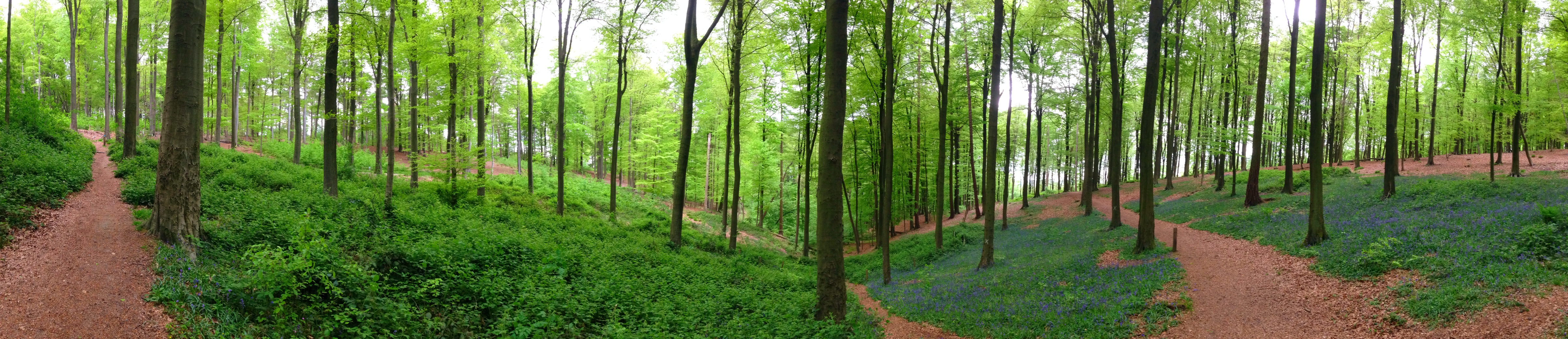
Vue panoramique du bois.